# یواس‌ان‌اس ژنرال هویت اس وندنبرگ (تی-ای‌جی‌ام-۱۰)
یواس‌ان‌اس ژنرال هویت اس وندنبرگ (تی-ای‌جی‌ام-۱۰) (به انگلیسی: USNS General Hoyt S. Vandenberg (T-AGM-10)) یک کشتی بود که طول آن ۵۲۲ فوت ۱۰ اینچ (۱۵۹٫۳۶ متر) بود. این کشتی در سال ۱۹۴۳ ساخته شد.